# Anel
Ana Elena Noreña Grass (Ciudad de México, 10 de octubre de 1944), conocida como Anel, es una actriz y ex modelo mexicana.

## Biografía y carrera
Hija mayor de Manuel Noreña, vendedor de autos, y Elena Grass, ama de casa, tiene tres hermanos. Siendo muy niña, la familia se trasladó a Tijuana, en Baja California, y posteriormente ingresaron ilegalmente a Estados Unidos, donde se instalaron en Los Ángeles, California. Allí Anel y su madre consiguieron trabajo como empleadas domésticas en una mansión de Beverly Hills perteneciente a la señora Edith Head, reconocida diseñadora de estrellas como Marlon Brando, Judy Garland y Marilyn Monroe. Gracias a su trabajo tuvo la oportunidad de conocer a destacadas personalidades de Hollywood. Sin embargo, sufría mucho por su sobrepeso, pero gracias a la ama de casa, acudió a un doctor que le recetó pastillas para adelgazar. Así adelgazó rápidamente, subió su autoestima y decidió presentarse al concurso de Miss Los Ángeles celebrado en la ciudad, donde obtuvo el primer lugar.
Después de sus logros como Reina de Belleza, regresó a México donde comenzó a trabajar como modelo, e hizo su primera aparición en televisión en el programa Revista Femenina en 1967. Luego estudió actuación en la ANDA y debutó como actriz en 1969 en la película Siempre hay una primera vez del director Guillermo Murray y en 1970 en la película Tápame contigo junto a Mauricio Garcés. Ese mismo año conoció a José José, el cantante más exitoso por ese entonces y quien acababa de obtener el tercer lugar en el Festival OTI. Ambos se enamoraron aunque él se casó con la actriz Natalia “Kiki” Herrera Calles, 22 años mayor que él, pero terminó divorciándose en 1973, para volver con Anel. En 1975 nace su primer hijo José Joel. Al año siguiente contrajeron matrimonio. Ella definió su relación como “un romance delicioso”. En 1982, nació su segunda hija, Marysol. Anel abandonó su carrera para dedicarse por entero a su familia. En 1985 se estrenó la película biográfica de José José, Gavilán o paloma en la que el cantante se interpretó a sí mismo mientras la actriz Christian Bach personificó a Anel. La película fue dirigida por Alfredo Gurrola y su título está basado en la canción homónima de gran éxito que el cantante sacó en el disco Reencuentro de 1977.
Permanecieron juntos hasta mediados de los ochenta, cuando el matrimonio entró en crisis debido a los problemas por el alcoholismo del cantante. Finalmente el matrimonio se quebró definitivamente en 1987, año en que Anel, como describió en su libro autobiográfico Volcán apagado pensó en matar a sus hijos y suicidarse, al no comprender por qué su matrimonio no había funcionado. Según las palabras de la actriz: «Llegué a esa decisión tan horrible de suicidarme con mis hijos porque nunca entendí que nada funcionó. Ni mi amor, ni que yo dejé toda mi carrera y toda mi vida por su amor.»
Finalmente la actriz superó su dolor inicial y junto al cantante firmaron en común acuerdo el divorcio en 1991. Ese mismo año, el productor Luis de Llano Macedo la invitó a participar en la telenovela Alcanzar una estrella II. Así, Anel retomó su carrera artística con gran fuerza ya que la telenovela fue un éxito. En 1992, la expareja se reconcilió parcialmente e incluso planearon casarse otra vez, pero esto nunca se logró.
Siguió participando en telenovelas como La sonrisa del Diablo, Agujetas de color de rosa, Tú y yo, Vivo por Elena y Yo amo a Juan Querendón. También participó en Mujer, casos de la vida real y en la segunda temporada de Mujeres asesinas.
En 2007, Anel presentó su libro autobiográfico Volcán apagado: Mi vida con el príncipe de la canción (2007), en donde habla de sus comienzos, su carrera como actriz y su relación con el cantante, con sus altos y bajos. La actriz expresó que «me gustaría que él (José José) fuera el primero en leerlo antes que nadie» ya que el libro va dedicado principalmente a él.
En los últimos años, Anel se ha alejado de la vida pública por su conversión a la religión evangélica. Ha explicado que por medio de la fe evangélica ha superado el dolor de su separación y los excesos de su vida pasada. Después de tocar fondo, en 1997, su amiga Mari Carmen le invitó a una cena en su casa, donde tras la predicación que recibió por parte del pastor Carlos Treviño, Anel se volvió evangélica. 
Actualmente ha expresado que su escandaloso pasado «es una época de su vida que está verdaderamente enterrada». y que ahora su vida es muy diferente. En la actualidad es una ministra-misionera evangélica, que visita numerosas congregaciones predicando sobre Dios. En algunas ocasiones ha cantado alabanzas junto a Olga Breeskin, quien también se convirtió hace algunos años. Anel ha declarado que ha encontrado la paz y que «Jesús ha llenado el vacío de mi corazón».

## Filmografía

### Telenovelas
- Una familia con suerte (2011-2012) .... Fabiana
- Yo amo a Juan Querendón (2007-2008) .... Delfina
- Vivo por Elena (1998) .... Jenny
- Tú y yo (1996) .... Laura / Elena Campos
- Agujetas de color de rosa (1994) .... Rebeca del Moral
- La sonrisa del Diablo (1992) .... Perla
- Alcanzar una estrella II (1991) .... Verónica Vélez
- Paloma (1975) .... Margo
- El honorable señor Valdez (1973) .... Andrea
- El amor tiene cara de mujer (1971) .... Claudia

### Series de TV
- Mujeres asesinas (2009) .... Esperanza (episodio "Rosa, heredera")
- La rosa de Guadalupe (2008) .... Capitana (episodio "Ciber-amigo")
- Mujer, casos de la vida real (2006) (episodio "Reina de belleza")
- Hoy (1967)
- Revista femenina (1967)

### Películas
- Que bonita familia: Papá 2000 (2000) .... Mamá de Adriana
- El amor tiene cara de mujer (1973) .... Georgette
- Las tarántulas (1973)
- Interval (1973) .... Jackie
- Padre nuestro que estás en la tierra (1972) .... Marta
- Tonta tonta pero no tanto (1972) .... Lucy
- Tampico (1972)
- Muñeca reina (1972) .... Silvia
- La mula de Cullen Baker (1971)
- Espérame en Siberia, vida mía (1971)
- Los novios (1971) .... Maru
- Las reglas del juego (1971)
- Santo vs. la hija de Frankenstein (1971) .... Norma - Estrenada en 1972
- El arte de engañar (1970) .... Estela - Estrenada en 1972
- El ardiente deseo (1970) .... Irene - Estrenada en 1971
- Tápame contigo (1970)
- Siempre hay una primera vez (1969) .... Inés - Estrenada en 1971